# Akitsugu Konno
Pour les articles homonymes, voir Konno.
Akitsugu Konno (金野昭次, Konno Akitsugu) est un sauteur à ski japonais, né le 1er septembre 1944 à Sapporo et mort le 5 septembre 2019. Il est vice-champion olympique sur le petit tremplin aux Jeux olympiques d'hiver de 1972 à Sapporo.

## Palmarès
| Épreuve / Édition | Grenoble 1968 | Sapporo 1972 |
| Petit tremplin    | 24e           | Argent       |
| Grand tremplin    | 20e           | 12e          |